# Сан-Лоренсо (мини-футбольный клуб)
«Сан-Лоре́нсо де Альма́гро» (исп. Club Atlético San Lorenzo de Almagro) — аргентинский мини-футбольный клуб из города Буэнос-Айрес. Команда основана в 1997 году. Клуб является частью спортивного объединения «Сан-Лоренсо де Альмагро». Один из самых титулованных клубов аргентинского мини-футбола. Первый аргентинский клуб, сумевший выиграть Кубок Либертадорес по мини-футболу в 2021 году.

## История
Руководители спортивного объединение «Сан-Лоренсо де Альмагро» начали развивать мини-футбол в 1997 году, основав профессиональный мини-футбольный клуб для выступления в элите аргентинского чемпионата. Команда из южного района Буэнос-Айреса смогла быстро навязать борьбу за лидирующие позиции в стране своим принципиальным соперникам из «Боки Хуниорс» и «Ривер Плейта». Спустя всего лишь два года после основания клуба «Сан-Лоренсо» стал чемпионом Аргентины в сезоне 1999.
Сезон 2018 стал для «Сан-Лоренсо» одним из самых значимых в истории. Команда из района Боэдо за один сезон выиграла чемпионат Аргентины и кубок страны по мини-футболу.
22 мая 2021 года «Сан-Лоренсо» первым из аргентинских клубов сумел выиграть Кубок Либертадорес по мини-футболу, проходивший в Уругвае. В полуфинале «святые» со счётом 2:1 обыграли «Коринтианс», а в финале в дополнительное время со счётом 4:3 превзошли самую титулованную команду Южной Америки «Карлус-Барбоза».
За команду выступали многие лидеры сборной Аргентины. В том числе легенда аргентинского мини-футбола и чемпион мира 2016 Дамиан Стаццоне.

## Состав команды
| Позиция    | Имя                 | Гражданство |
| Вратарь    | Факундо Хелпи       | Аргентина   |
| Вратарь    | Лука Беньик         | Аргентина   |
| Вратарь    | Лукас Форастиеро    | Аргентина   |
| Защитник   | Дамиан Стаццоне     | Аргентина   |
| Защитник   | Николас Боттини     | Аргентина   |
| Защитник   | Федерико Мендес     | Аргентина   |
| Защитник   | Бернардо Арая Понсе | Чили        |
| Универсал  | Томас Басан         | Аргентина   |
| Универсал  | Дилан Варгас        | Аргентина   |
| Универсал  | Херардо Менсегес    | Аргентина   |
| Универсал  | Хулио Лопес         | Аргентина   |
| Универсал  | Фелипе Эчаваррия    | Колумбия    |
| Универсал  | Хуан Родригес       | Аргентина   |
| Универсал  | Энсо Баэс           | Аргентина   |
| Универсал  | Агастин Дель Рей    | Аргентина   |
| Нападающий | Хулиан Кааманьо     | Аргентина   |
| Нападающий | Томас Пескио        | Аргентина   |
| Нападающий | Игнасио Яквинта     | Аргентина   |
| Нападающий | Матиас Блок         | Аргентина   |

## Достижения
- Чемпион Аргентины (9): 1999 (Апертура), 1999 (Клаусура), 2000 (Клаусура), 2001 (Клаусура), 2004 (Клаусура), 2006 (Клаусура), 2018, 2019, 2022
- Обладатель Кубка Аргентины (2): 2018, 2022
- Обладатель Кубка Аргентинской лиги (1): 2019
- Обладатель Суперкубка Аргентины (2): 2020, 2021
- Обладатель Кубка чемпионов Аргентины (3): 1999, 2000, 2004
- Обладатель Кубка Либертадорес (1): 2021

## Стадион
Мини-футбольная команда «Сан-Лоренсо» проводит домашние матчи в городе Буэнос-Айрес, в спортивном центре имени Роберто Пандо. Расположенном в районе Боэдо по адресу José Mármol 1715, C1255 ABO, Buenos Aires. Вместимость — 2 000 человек.